# La Méprise (film, 1973)
Pour les articles homonymes, voir La Méprise.
Pour plus de détails, voir Fiche technique et Distribution.
La Méprise (The Hireling) est un film britannique réalisé par Alan Bridges, sorti en 1973. Il remporte la Palme d'or au Festival de Cannes 1973, ex æquo avec L'Épouvantail de Jerry Schatzberg.

## Synopsis
L'action se déroule à Bath, dans le Somerset, et dans ses environs, juste après la Première Guerre mondiale. Lady Franklin est une aristocrate conduite vers la dépression par la mort de son mari. De retour à la vie après un séjour en maison de repos, elle fait la connaissance de Ledbetter, chauffeur de maître qui, à l'occasion de déplacements en voiture va l'aider à se retrouver. Mais Ledbetter, rustre touchant et ex-boxeur, va finir par tomber amoureux de la jeune femme. Conscient que la différence de classe d'une part et des projets de mariages entre Lady Franklin et un capitaine d'autre part l'empêchent de sortir avec elle (elle le repousse d'ailleurs sans ambiguïté), Ledbetter se saoulera et démolira sa voiture et son garage dans une ultime crise de désespoir.

## Fiche technique
- Titre : La Méprise
- Titre original : The Hireling
- Réalisation : Alan Bridges
- Scénario : Wolf Mankowitz d'après un roman de Leslie Poles Hartley
- Production : Ben Arbeid
- Musique : Marc Wilkinson
- Photographie : Michael Reed
- Montage : Peter Weatherley
- Décors : Natasha Kroll
- Costumes : Phyllis Dalton
- Pays d'origine : Grande-Bretagne
- Format : Couleurs
- Genre : Drame
- Durée : 108 minutes
- Date de sortie : 1973

## Distribution
- Lyndon Brook : le docteur
- Sarah Miles : Lady Franklin
- Caroline Mortimer : Connie
- Elizabeth Sellars : La mère de Lady Franklin
- Robert Shaw : Steven Ledbetter
- Peter Egan : Cantrip
- Christine Hargreaves : Doreen
- Ian Hogg : Davis
- Patricia Lawrence : Mrs. Hansen
- Alison Leggatt (rôle non spécifié)
- Petra Markham : Edith

## Récompenses
- Palme d'or au Festival de Cannes
- British Academy Film Award des meilleurs décors